# Torre Century
La Torre Century (en inglés: "Century Tower") es una torre de 157 pies de altura (48 m) en el centro del campus de la Universidad de Florida en Gainesville, Florida al sur de Estados Unidos. 
Iniciada en 1953 por la Compañía Auchter para conmemorar el 100 aniversario de la fundación de la institución matriz de la UF, también sirve como un monumento conmemorativo para los estudiantes y exalumnos que perecieron en la Primera y la Segunda Guerra Mundial. Cumplió el diseño del campus original del primer arquitecto de la universidad, William Augustus Edwards, que aboga por un campanario gótico como el punto focal. Sin embargo, en el momento de su finalización en 1956, no hubo dinero para comprar las campanas de la torre. Un sistema de campana electrónica fue entregado por JE Davis y AD. Davis.